# Tramlijn Breda - Oosterhout
De tramlijn Breda - Oosterhout was een tramlijn in Noord-Brabant. De lijn werd in twee delen geopend (1881 en 1904) en werd tot 1937 met stoomtrams geëxploiteerd door de Zuider Stoomtramweg-Maatschappij (ZSM). De lijn werd aangelegd als smalspoorlijn van 1067 mm breed.

## Geschiedenis

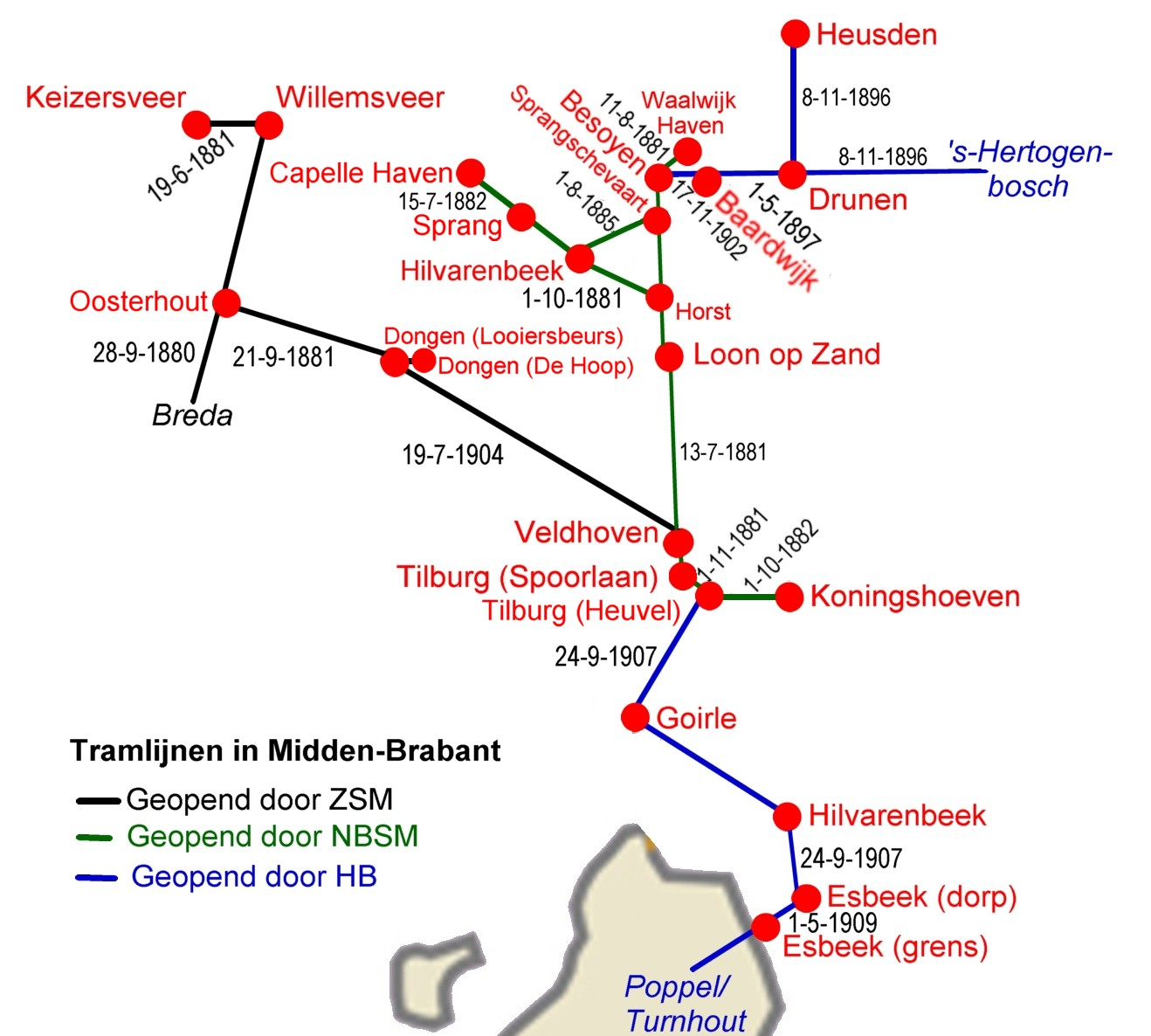

Op 28 september 1890 werd lijn geopend door de Zuider Stoomtramweg-Maatschappij. In Breda was er vanaf 1896 aansluiting met de tramlijn Breda - Oudenbosch van de ZNSM. In Oosterhout was er aansluiting op de tramlijn Oosterhout - Tilburg en de tramlijn Oosterhout - Keizersveer

## Einde van de lijn
Op 15 mei 1932 legde de ZSM langs al haar tramlijnen parallel lopende busdiensten in, waardoor het einde van de tram al snel in zicht zou komen. De tramlijn Breda - Oosterhout werd op 7 oktober 1934 gesloten voor het personenvervoer en precies twee jaar later, op 7 oktober 1936 voor het goederenvervoer.